# Jenaer Romantikertreffen

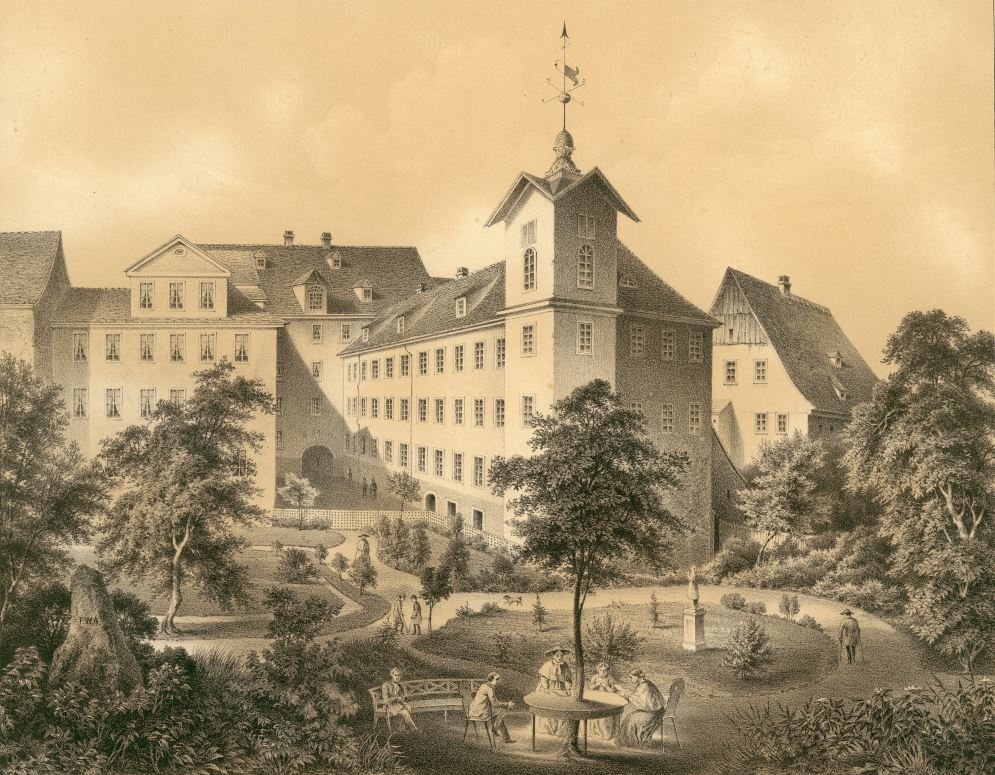
Historisches Romantikerhaus
Ort des Romantikertreffens 1799. Ansicht aus dem 19. Jahrhundert

Das Jenaer Romantikertreffen (auch Jenaer Frühromantikertreffen) ist eines der wichtigsten Ereignisse in der Entwicklung der Romantik als literarische Strömung. Es fand vom 11. bis 15. November 1799 in Jena statt, bildet einen Höhepunkt der Frühromantik und gilt als einzigartiges Beispiel romantischer Geselligkeit.  Seine kulturhistorische Bedeutung erhält das Treffen insbesondere durch die Anzahl und Prominenz der frühromantischen Teilnehmer, die sich in so großer Zahl nie wieder an einem Ort zusammenfanden.

## Teilnehmer, Ort und Voraussetzungen des Treffens

### Die Gruppe der Frühromantiker in der Leutragasse 5
Das Jenaer Romantikertreffen fand überwiegend im Romantikerhaus in der Leutragasse 5 in Jena statt. Dieses historische Romantikerhaus wurde 1945 bei der Bombardierung Jenas zerstört und ist mit dem heute existierenden Museum Romantikerhaus nicht identisch. In dem Gebäude lebten August Wilhelm Schlegel und seine Frau Caroline Schlegel gemeinsam mit Friedrich Schlegel und dessen Partnerin Dorothea Veit. Neben den Schlegels nahmen an dem Treffen Friedrich von Hardenberg (Novalis), Ludwig Tieck und Friedrich Wilhelm Joseph Schelling teil. Zuweilen wird auch Wilhelm Ritter zu den Teilnehmern des Treffens gezählt. Ritter hielt sich im November 1799 tatsächlich in Jena auf, seine Teilnahme am Romantikertreffen kann durch die vorhandene Quellen jedoch nicht belegt werden.
Die Gruppe der Jenaer Frühromantiker folgte der um 1800 verbreiteten Tendenz von Gleichgesinnten, sich in geselligen Kreisen und Bündnissen zusammenzufinden, um gemeinsam Texte zu lesen, zu diskutieren, Theater zu spielen oder zu musizieren. Eine besondere Ausformung dieser Tendenz stellen die Berliner Salons um 1800 dar, wie sie auch von Friedrich Schlegel, Friedrich Schleiermacher, Ludwig Tieck und Dorothea Veit besucht wurden.
Obwohl die Gruppe der Jenaer Romantiker in ihrem sozialen Miteinander von der Berliner Salonkultur geprägt wurde, unterscheidet sich ihre Geselligkeit in vielerlei Hinsicht von Berlin. Zu den Unterschieden zählt etwa die Zwanglosigkeit und Unregelmäßigkeit der Zusammenkünfte. Außerdem waren weder die Gruppe noch ihre Treffen auf Repräsentativität nach außen hin angelegt. Dafür verband die Gruppe ein starkes Gemeinschaftsgefühl als „Clique“, „Kirche“, „Bergparthei“ oder „Hanse“. Dieses Gemeinschaftsgefühl gründete sich auf gemeinsame Überzeugungen und Interessen, die den Kreis der Frühromantiker von anderen Bünden und Zusammenkünften abhob, sowie auf regelmäßige und beständige Beziehungen und Interaktionen. Hinzu kommen eine gemeinsam verwendete Begrifflichkeiten und Sprachcodes, etwa die Neologismen „Symexistenz“ und „Symphilosophie“.

### Symexistenz und Symphilosophie

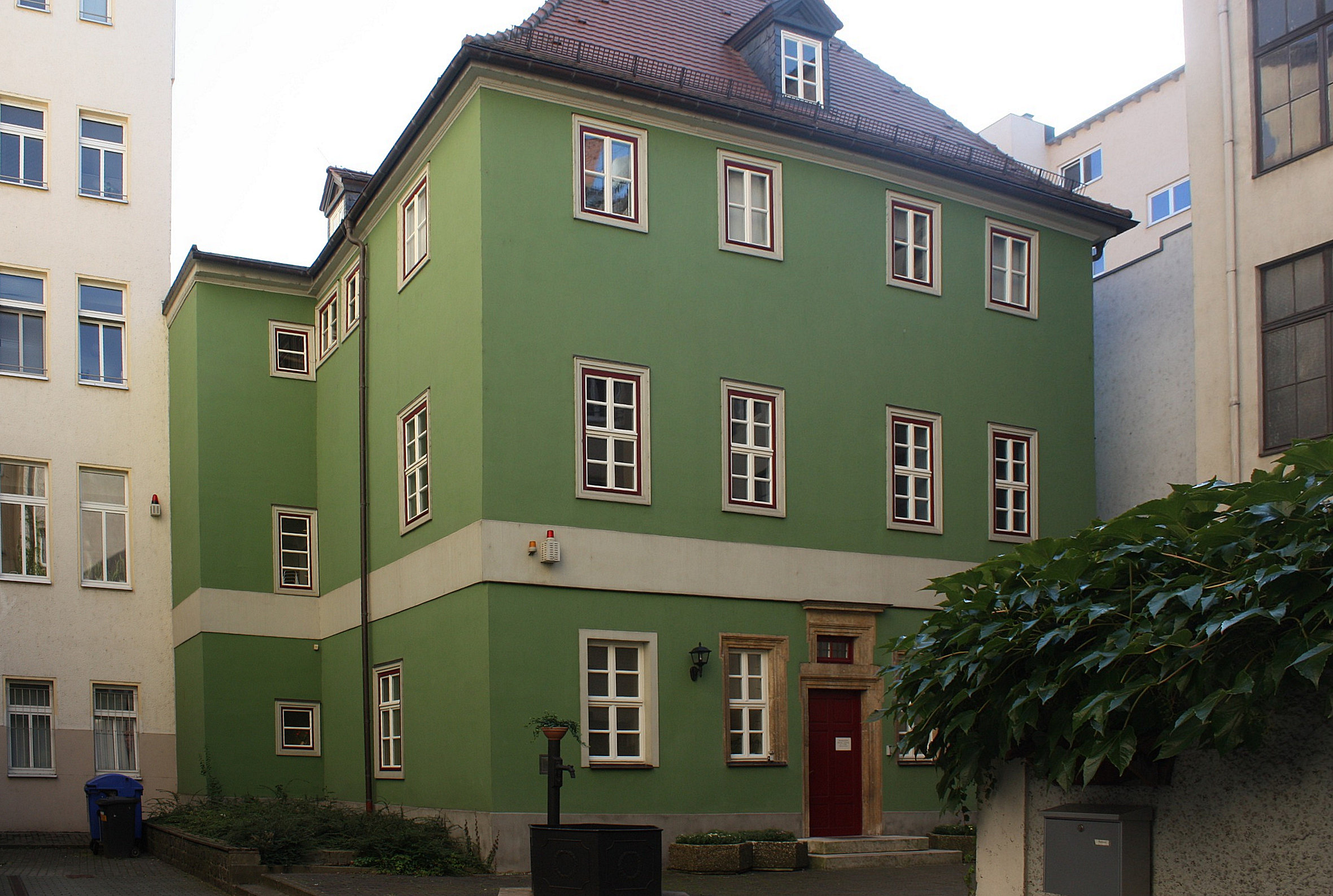
Heutiges "Romantikerhaus Jena" im ehemaligen Wohnhaus Johann Gottlieb Fichtes, das als Museum an die Jenaer Frühromantik erinnert.

Die Ideale einer „Symexistenz“ und „Symphilosophie“ bilden die wesentlichen Charakteristika der frühromantischen Geselligkeit und die Grundlage des Frühromantikertreffens. Die Symexistenz zielte im Selbstverständnis der Frühromantiker darauf ab, das alltägliche Leben gemeinschaftlich zu verbringen und Poesie, Arbeit und Leben fruchtbar zu verknüpfen. In diesem Sinne arbeiteten die Romantiker zu festen Tageszeiten zwar getrennt, kamen jedoch immer wieder zu Mahlzeiten und in den Abendstunden zusammen, um einander gemeinsam vorzulesen, Theorien zu entwickeln, einander zu kritisieren, Spaziergänge zu unternehmen oder Theater zu spielen. Diese Symexistenz wurde insbesondere in der Jenaer Wohngemeinschaft in der Leutragasse 5 realisiert, also von August Wilhelm Schlegel, Caroline Schlegel, Friedrich Schlegel und Dorothea Veit. Allerdings waren unter anderem Ludwig Tieck, Novalis und Friedrich Wilhelm Joseph Schelling auch vor dem Romantikertreffen 1799 häufig zu Gast und nahmen an Unternehmungen teil.
Neben geselligen Unternehmungen verstand sich die Gruppe jedoch vor allem als Arbeitsgemeinschaft, und die Frühromantik kann als „dialogisches und kommunikatives bzw. sprachliches Projekt“ charakterisiert werden. Texte und Ideen waren nicht selten gemeinsame Vorhaben, und der intellektuelle Umgang innerhalb der Symexistenz wurde als Symphilosophie begriffen. In diesem Sinne wirkten das gesellige Miteinander und der kritische Austausch als Stimulus jeweils eigener Ideen, aus denen sich das frühromantische Programm entwickelte.

## Der Verlauf des Romantikertreffens
Den Beginn des Romantikertreffens markierte die Ankunft von Friedrich von Hardenberg (Novalis) am 11. November 1799 in Jena. Novalis reiste gemeinsam mit seinem Bruder aus dem nahegelegenen Dorf Schlöben an, Friedrich Schlegel, Dorothea Veit, Caroline Schlegel, August Wilhelm Schlegel sowie Ludwig Tieck und Friedrich Wilhelm Joseph Schelling waren zu diesem Zeitpunkt bereits in Jena wohnhaft. Das Ende des Romantikertreffens wird auf den 14. bzw. 15. November datiert. Diese Ungenauigkeit beruht auf der Abreise von Ludwig Tieck und Novalis am 15. November nach Weimar, womit das gemeinsame Treffen am 14. November endigte. Es kann allerdings nicht ausgeschlossen werden, dass die Gruppe der Frühromantiker am Abend des 15. November erneut im Haus in der Leutragasse zum gemeinsamen Symphilosophieren zusammentraf.

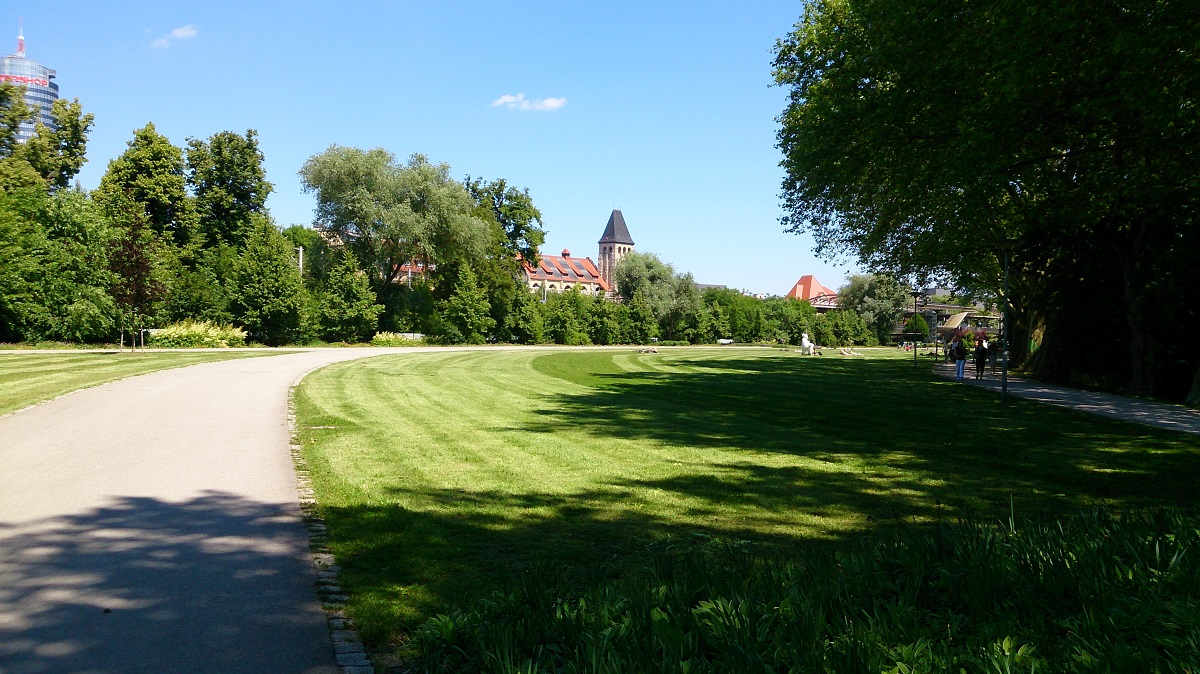
Der Paradiespark in Jena. Ansicht von jener Stelle, an der die Frühromantiker am 14. November 1799 Goethe trafen.

In den vier oder fünf Tagen des Romantikertreffens kam die Gruppe im Salon des Erdgeschosses zusammen, um ihre neusten Ideen und Texte zu diskutieren. Die Gespräche betrafen vor allem religiöse, naturwissenschaftliche und poetische Fragen. Einige Ereignisse sind nicht eindeutig datierbar. So trug Friedrich von Hardenberg seinen Text Die Christenheit oder Europa sowie einige seiner Geistlichen Lieder vermutlich zwischen dem 11. und 14. November vor. Auf diese Texte reagierte Schelling mit seinem Spottgedicht Epikurisch Glaubensbekenntnis Heinz Widerporstens. Dorothea Veit trug während des Treffens ein Lied aus ihrem Roman Florentin vor, August Wilhelm Schlegel vermutlich sein Gedicht Der Bund der Kirche mit den Künsten. Dass Ludwig Tieck den ersten Teil seines Trauerspiels Leben und Tod der heiligen Genoveva vorgelesen hat, kann hingegen gesichert auf den 14. November datiert werden. Ebenfalls klar datierbar ist ein Spaziergang der Frühromantiker durch den Jenaer Paradiespark am Mittag des 14. November. Über ihn berichtet Dorothea Veit:

„Gestern Mittag bin ich mit Schlegels, Caroline, Schelling, Hardenberg, und ein Bruder von ihm Lieutenant Hardenberg, im Paradise (so heißt ein Spaziergang hier) wer erscheint plözlich vom Gebirg herab? kein andrer als die alte göttliche Ex[c]ellenz, Goethe selbst, er sieht die große Gesellschaft, und weicht etwas aus, wir machen ein geschicktes Manöver, die Hälfte der Gesellschaft zieht sich zurück, und Schlegels gehen ihn mit mir grade entgegen. W[ilhelm] führt mich. F[riedrich] und der Leutenant gehen hinter drein. W[ilhelm] stellt mich ihn vor, er macht mir ein auszeichnendes Compliment, dreht ordentlicher Weise mit uns um, und geht wieder zurück und noch einmal herauf mit uns, und ist freundlich und lieblich, und ungezwungen und aufmerksam gegen Ihre gehorsame Dienerin. Erst wollte ich nicht sprechen, da es aber gar nicht zum Gespräch zwischen ihn und W[ilhelm] kommen wollte, so dachte ich, hohl der T. die Bescheidenheit, wenn er sich ennuirt, so habe ich unwiederbringlich verloren! ich fragte ihn also gleich etwas, über die reissenden Ströhme in der Saale, er unterrichtete mich, und so ging es lebhaft weiter. ich habe mir ihn immer angesehen, und an alle seine Gedichte gedacht; dem W[ilhelm] Meister sieht er jezt am ähnlichsten. Sie müßten sich todt lachen wenn Sie hätten sehen können wie mir zu Muthe war, zwischen Goethe und F[riedrich] zu gehen. Die Wasserprobe des Unmuths habe ich ehmals glücklich überstanden, werde ich auch die Feuerprobe des Uebermuths überstehen? – An Friedrich machte er auch ein recht auszeichnendes Gesicht wie er ihn grüsste, das freute mich recht.“

Am 15. November herrschte innerhalb der Gruppe Uneinigkeit darüber, ob man Die Christenheit oder Europa von Novalis gemeinsam mit Schellings Gedicht Epikurisch Glaubensbekenntnis in der nächsten Ausgabe des Athenaeums abdrucken sollte. An der Schlichtung dieser Streitfrage hatte in den darauffolgenden Tagen Johann Wolfgang von Goethe Anteil. Am 9. Dezember erfolgte der Entschluss, keinen der beiden Texte ins Athenaeum aufzunehmen.